# Temelucha ferruginea
Temelucha ferruginea är en stekelart som först beskrevs av Davis 1898.  Temelucha ferruginea ingår i släktet Temelucha och familjen brokparasitsteklar. Inga underarter finns listade i Catalogue of Life.